# Macropereiopus grandimanus
Macropereiopus grandimanus is een vlokreeftensoort uit de familie van de Eulimnogammaridae. De wetenschappelijke naam van de soort is voor het eerst geldig gepubliceerd in 1945 door Bazikalova.